# سجاد
علی بن حسین بن علی بن ابی‌طالب (به عربی: علیُّ بنُ اَلْحُسَینِ بْنِ عَلیِّ بْنِ أبی‌طالِب؛ ۵ شعبان ۳۸ ه‍.ق – ۱۲، ۱۸ یا ۲۵ محرم ۹۴ یا ۹۵ ه‍.ق) ملقّب و مشهور به سَجّاد و زِیْنُ‌الْعابِدین، چهارمین امام اغلب شیعیان (به جز کیسانیه و برخی از زیدیه) بعد از پدرش حسین، عمویش حسن مجتبی و پدربزرگش علی بن ابی‌طالب است. بر اساس منابع اسلامی و مورّخان شیعی، او در مدینه به‌دنیا آمد و در جوانی پدرش را در صحرای کربلا همراهی می‌کرد؛ امّا به‌دلیل بیماری در نبرد کربلا شرکت نکرد و به همین دلیل از این کشتار جان سالم به در برد.
سجاد پس از کشته شدنِ پدر و خویشانش به‌همراه اُسرا به کوفه و سپس دمشق منتقل شد. او در شام و در حضور یزید، خلیفه اموی اجازه پیدا کرد خطابه‌ای ایراد کند که در ضمن آن به معرفی خود و خاندانش و ذکر مصائبی که در کربلا بر آن‌ها رفته بود، پرداخت. سجاد سپس اجازه پیدا کرد به مدینه برگردد. او در مدینه انزوا اختیار کرده با عدهٔ محدودی از اصحابش ارتباط داشت. در ماجرای حَرّه که در سال ۶۲ ه‍.ق در مدینه رخ داد و طی آن سپاه یزید شورشِ مردمِ مدینه را سرکوب کردند، به او آسیبی نرسید؛ چون در این شورش مشارکتی نداشت. قیامِ مختار ثقفی و گرایشِ بیشترِ شیعیان عراق به کِیْسانیه باعثِ انشقاق در میان شیعیان شد، از دیگر چالش‌های دورانِ امامتِ سجاد بود. بنابر روایات شیعه، زین‌العابدین با سمِّ ولید بن عبدالملک از دنیا رفت و در قبرستان بقیع در کنار عمویش حسن مجتبی دفن شد. محمد باقر، امام پنجم شیعیانِ امامی و زید بن علی، امام پنجم شیعیانِ زیدی، از فرزندان زین‌العابدین به‌شمار می‌آیند.
تعلیماتِ زین‌العابدین بیشتر شکل دعا و نیایش داشت. اثرِ معروف او صحیفۀ سجادیه است که به شکل نیایش نگاشته شده است. رساله حقوق از دیگر آثار اوست. وی موقعیت بالایی در میان بزرگان و علمای حجاز داشت. شعر معروفِ فرزدق در ستایش او از نمونه‌های بارز این موقعیت است.

## تبار علی بن حسین
پدرِ علی بن حسین، حسین بن علی، سومین امامِ شیعیان دوازده‌امامی می‌باشد. عمو و پدر همسرش حسن مجتبی، دومین امام شیعیان و پنجمین خلیفه از خلفای راشدین است، و پدربزرگش علی بن ابی‌طالب، اولین امام شیعیان و چهارمین خلیفه از خلفای راشدین می‌باشد. پدرش حسین به تاریخ ۵ شعبان ۴ ه‍.ق/۱۰ ژانویهٔ ۶۲۶ م متولد شد و پس از گذران ۵۶ سال، در سال ۶۱ ه‍.ق و در واقعه کربلا، با همراهی جمعی از یاران خویش و به دست سپاهیان عمر سعد کشته شد.
به نوشتۀ ایتان کلبرگ در دانشنامه اسلام، از مادرِ علی بن حسین با عنوان‌های مختلفی از جمله غَزاله، جَیِّده و بَرّه یاد کرده‌اند و بر طبقِ اعتقاداتِ سنتیِ شیعه، او دخترِ یزدگرد سوم، آخرین پادشاه ساسانی است و نام فارسی‌اش «جهانشاه»، «شهربانو»، یا «شاه زنان» می‌باشد. به گزارش کلبرگ، برخی اعتقاد دارند که پس از نبردِ کربلا، شهربانو، خود را درون فُرات انداخت، امّا در مقابل، گروهی او را از بازماندگانِ کربلا به‌شمار می‌آورند. به نوشتۀ کلبرگ، شیعیان، زین‌العابدین را «اِبنُ الْخیَرَتَیْن» یعنی «پسرِ دو برگزیده» می‌دانند، چون بر طبق روایتی منتسب به پیامبر اسلام، قُرَیْش برگزیدهٔ عرب و ایرانیان برگزیدهٔ عجم هستند. به نوشتهٔ ابن خلکان، مادرِ زین العابدین به همراه دو خواهر دیگرش در زمانِ خلافتِ عُمَر، به‌عنوان اسیر به مدینه آورده شدند. بنا بر این گزارش، عمر می‌خواست آن‌ها را بفروشد؛ امّا علی بن ابی‌طالب پیشنهاد داد تا با آن‌ها مثل دختران مردم عادی رفتار نشود. به نقل از ابن خلکان، یکی از این سه خواهر به ازدواج حسین درآمد که از او زین العابدین به دنیا آمد. دو خواهر دیگر با محمد بن ابوبکر و عبدالله بن عمر ازدواج کردند. شیخ صدوق، عالم شیعی، این اتفاق را مربوط به دوران خلافت عثمان، و برخی دیگر آن را متعلق به دوران خلافتِ علی می‌دانند.
به نوشتهٔ ویلفرد مادلونگ، انتسابِ زین العابدین به شاه ساسانی به نظر افسانه می‌رسد. از مورخان اسلامی هم، جعفر شهیدی، مورخ شیعی معاصر، این انتساب را افسانه قلمداد می‌کند و سندهای این داستان تاریخی را فاقد اعتبار علمی می‌داند. به نوشتۀ رسول جعفریان، مورخ شیعه معاصر، با تحقیقات دامنه‌داری که اخیراً دربارهٔ تبار علی بن حسین صورت گرفته، نمی‌توان با قطعیت پذیرفت که سجاد از یک شاهزادۀ ساسانی متولد شده باشد. با این حال، به عقیدهٔ او، تکذیبیه‌هایی که در این باره صورت گرفته، بیشتر به این دلیل بوده که مبادا دشمنانِ تشیع، نشرِ تشیع در ایران را ناشی از این وابستگی خونی بدانند. جعفریان با اسم بردن از کهن‌ترین متونِ شیعه که علی بن الحسین را ابن الخیرتین می‌دانند، نتیجه‌گیری می‌کنند که مادرِ سجاد را می‌توان دختر یکی از خاندان‌های مهم و صاحب قدرت دانست که می‌توانسته ساسانی باشد؛ امّا دربارهٔ اینکه این زن، دخترِ خودِ شاهِ ساسانی باشد، قطعیتی وجود ندارد.

## نام و القاب
زین‌العابدین، تنها یکی از پسرانِ حسین بن علی بود که علی نام داشت. تاریخ‌نگارانی چون قاضی نُعمانِ اسماعیلی، او را برادرِ اَرشد و بزرگ‌ترین پسر حسین بن علی می‌دانند و از او به‌عنوان «علیِ‌اکبر» نام می‌برند و برادر شهیدش در کربلا را «علیِ‌اصغر» می‌نامند. در مقابل، مورخانی از اهل سنت چون طَبَری، بَلاذُری، ابن قُتَیْبه و ابن سعد، زین‌العابدین را برادرِ کوچک‌تر — «علی‌اصغر» — می‌دانند و از برادرش با عنوان علی‌اکبر یاد می‌کنند. منابعِ شیعهٔ امامیه، علی‌اصغر را برادرِ سوم و نوزادی می‌دانند که او هم در کربلا کشته شد. برخی از این منابع امامیه، زین‌العابدین را برادر میانی می‌دانند و او را «علی اَوْسَط» می‌نامند. منابع دیگرِ امامیه، این نسبت را برعکس می‌کنند و برادر شهیدش را علی اوسط و زین العابدین را برادر ارشد می‌دانند.
بنا به روایتی از شیخ طوسی، عالم شیعه، حسین بن علی هنگام خروج از مدینه، امانتی نزد ام سلمه، بیوهٔ محمد، گذاشت و از او خواست هنگام مراجعتِ بزرگ‌ترین پسرش، امانت را به او بدهد و این امانت به سجاد تحویل داده شد. بر این اساس، نتیجه‌گیری می‌شود که سجاد بزرگ‌ترین پسر حسین بوده است.
کُنیهٔ سجاد، ابوعبدالله، ابوالْحسین، ابوالْحسن، ابومحمّد و ابوبکر؛ و القابِ مشهورش «زین‌العابدین» (زینت پرستش‌کنندگان)و «سجّاد (دائماً سجده‌کننده)» است. القاب دیگرش، زَکیّ (پاک)، ذُوالثَّفِنات (اشاره به پینه‌هایی که روی پوستش در اعضای سجده، بسته شده بود)، اِمامُ‌الْمُؤْمِنین، اَلْأمین (مورد اطمینان و امانت‌دار)، سَیِّدُالْعابِدین، قُدوَةُ‌الزّاهِدین، زَیْنُ‌الصّالِحین (زینت شایستگان)، مَنارُالْقانِتین، إبنُ‌خِیَرَتَین و سَیِّدُالْمُتَّقین است. به‌نوشتهٔ سید جعفر شهیدی، مورخ شیعه، این‌ها لقب‌هایی نیست که به‌هنگام تولد به او داده باشند. همچنین لقب‌هایی نیست که از قرنِ سومِ هجری در قلمروی اسلامی باب بود یا لقب‌هایی نیست که در قرون سیزدهم و چهاردهم هجری در ایران رواج یافت؛ بلکه این لقب‌ها را مردم، — «مردم نه به‌معنای لُغَویِ کلمه، بلکه به‌معنای اصطلاحی آن، یعنی صرّافانِ گوهرشناس و عارفان انسان‌جو» — به زین‌العابدین داده بودند. به‌گفتهٔ شهیدی، بیشترِ این مردم شیعه نبودند و او را منصوب از طرف خدا نمی‌دانستند، با این وجود نمی‌توانستند آنچه در او می‌بینند را نادیده بگیرند.

## سرگذشت

### ولادت و سال‌های اولیه زندگی
علی بن حسین در مدینه به‌دنیا آمد. بیشترِ منابع، تاریخِ تولد او را سال ۳۸ ه‍.ق می‌دانند؛ اما برخی سال‌های ۳۳، ۳۶، ۳۷ و ۵۰ ه‍.ق را هم ذکر کرده‌اند. بر طبق برخی اخبار، اگر زین العابدین از حادثۀ کربلا جان سالم به در برد، به خاطر سن و سالش بود که به حدّ بلوغ نرسیده بود. با فرضِ پذیرشِ روایات مبنی بر عدم بلوغِ زین‌العابدین در کشتارِ کربلا، سال تولد او، دههٔ ۴۰ ه‍.ق خواهد بود؛ اما صاحب‌نظرانی چون واقدی، این روایات را معتبر نمی‌دانند. بنا به قول مشهور مورخان، سال تولد سجاد، ۳۸ هجری بوده است که بر طبق آن، سن او در واقعۀ عاشورا، ۲۳ سال تخمین زده می‌شود. روایتی از جعفر صادق، امام ششم شیعه، که رحلت سجاد را در سن ۵۸ سالگی می‌داند، این تخمین را تأیید می‌کند. همچنین روایات متعددی حضور محمد باقرِ ۴ ساله، فرزند سجاد را در واقعۀ کربلا تأیید می‌کنند که این خود گویای آن است که سجاد نمی‌توانسته به خاطرِ عدم بلوغ از حادثۀ کربلا جان سالم به در برده باشد.
علی بن حسین دو سال در دوران حیات و امامت علی بن ابی‌طالب، ده سال در دوران امامت حسن مجتبی و یازده سال در دوران امامت پدرش حسین بن علی زیست. به عبارتی، زین العابدین دو سال داشت که جدّش علی بن ابی طالب را از دست داد. ۱۲ ساله بود که عمویش حسن از دنیا رفت و در سن ۲۳ سالگی پدرش حسین را در صحرای کربلا از دست داد.

### در کربلا
علی بن الحسین ۲۲ سال داشت که معاویه از دنیا رفت و پیکِ یزید برای گرفتن بیعت از پدرش، حسین، به مدینه آمد. پدرش که قصد بیعت نداشت، به همراه سجاد و سایر بستگانش راهیِ مکه شد. در مکه، وقتی پیام‌های دعوت کوفیان به دستشان رسید، عازم این شهر شدند. در نهایت، در محرم سال ۶۱ ه‍.ق، پدرش حسین بن علی و یارانِ اندکش — که حاضر به بیعت با یزید نبودند — در دشت کربلا کشته شدند. تمام مصادرِ تاریخیِ شیعه در حضور زین‌العابدین در نبرد کربلا، اتفاق دارند و از وی، گزارش‌های فراوانی از وقایع این نبرد و اتفاقات پس از آن نقل کرده‌اند. روایاتی از منابع شیعی، از جنگاوری او در نبرد کربلا یاد کرده که سبب جراحت او نیز شده است. در مقابل، مورخان زیادی از جمله طبری، مورخ اهل سنت، بر بیماری سجاد و عدم امکان مبارزه در این نبرد اشاره داشته‌اند. همچنین، بنا به روایتی که در ارشاد شیخ مفید، عالم شیعه، آمده، از قولِ سجاد نقل شده است که شب عاشورا وقتی حسین یارانش را فرا خواند تا برایشان سخن بگوید، «من نیز که بیمار بودم نزدیک آنان رفتم تا سخنان حضرت را بشنوم.»
به نوشتۀ مادلونگ و دونالدسون، پس از پایان درگیری‌ها در نبرد کربلا و کشته شدن حسین بن علی و یارانش، زین‌العابدین از جملۀ چند مردی بود که از لشکریان حسین بن علی زنده ماندند. منابع مختلف، بیماری علی بن الحسین را علت زنده ماندنش می‌دانند. گفته می‌شود پس از پایانِ جنگ، سربازان عبیدالله بن زیاد در جستجوی غنائم وارد خیمه‌اش شدند و قصد داشتند او را بکشند، اما عمه‌اش، زینب، نزد عمر بن سعد، وساطت کرد تا از خونش بگذرند.

### در کوفه و شام

#### در کوفه
پس از کشتارِ کربلا، اهل بیتِ حسین را به اسیری گرفتند و روانهٔ کوفه کردند. به نقل از امالی شیخ طوسی، عالم شیعه، و مقتل خوارزمی، مورخ سنی، در راهِ کوفه، بر گردنِ علی بن حسین غُل و جامعهنهادند. به نقل از ناسخ التواریخ چون بیمار بود و نمی‌توانست خود را روی شتر نگاه دارد، پاهایش را بر شکمِ شتر بستند. به‌نوشتهٔ خوارزمی، زین‌العابدین را که به دلیلِ بیماری ضعیف و لاغر شده بود، دست‌بسته به کوفه آوردند. وقتی دید مردم گریه می‌کنند، گفت: «اینان به خاطر ما می‌گریند؟ پس چه کسی ما را کشته است؟!»
هنگامی‌که او را نزد عبیدالله بن زیاد، حاکم کوفه، آوردند، بین او و ابن زیاد، مجادله‌ای درگرفت. به نقل از طبری، ابن زیاد نامش را پرسید و وقتی زین العابدین گفت من علی هستم، ابن زیاد سؤال کرد مگر خدا، علی بن الحسین را نکُشت. علی پاسخ داد برادری داشتم که مردم او را کشتند. ابن زیاد تکرار کرد که خدا او را کشته است. به نوشتۀ طبری، علی با استناد به آیه‌ای از قرآن، دلیل آورد که خداوند، مردگان را قبض روح می‌کند. به این معنا که مردم، برادرم را کشتند و خدا او را قبض روح کرد. ابن زیاد خشمگین شده، حکمِ قتلش را صادر کرد؛ امّا با سخنانِ زینب از این تصمیم منصرف شد. به نقل از طبری، ابن زیاد، علی بن حسین و دیگر اسیرانِ کربلا را در زندان نگاه داشت و نامه‌ای به شام نوشت تا از یزید، کسبِ تکلیف کند. یزید از او خواست اسیران و سرهای کشته‌شدگانِ کربلا را نزد او بفرستد.

#### در شام
به نوشتۀ سید جعفر شهیدی، مورخ شیعه، زین‌العابدین به‌همراه اسرا به نزدِ خلیفۀ وقت، یزید بن معاویه، در شام برده شد و در مسجدِ این شهر، در پاسخ به شخصی که از طرفِ خلیفه، قصدِ بدنام کردنِ اهل بیت را داشت، خطبه‌ای ایراد کرد و ضمنِ معرفیِ خود و پدر و جدّش، به مردم اظهار داشت که آنچه یزید بر زبان‌ها انداخته است، درست نیست؛ پدر او خارجی نبوده و قصد نداشته است بین مسلمانان تفرقه ایجاد کند یا در بِلادِ اسلام فتنه برانگیزد؛ او برای حق و به‌دعوتِ کوفیان قیام کرد تا دین را از بدعت‌هایی که در آن گرفتار بود، بزداید و به سادگی و اخلاصِ عصرِ جدّش رسول خدا برگرداند.
به نوشتۀ شهیدی، مورخ شیعه، در چنین روزی یا روزی دیگر است که سجاد از یزید اجازه می‌خواهد تا بر منبر شود و «سخنی چند که موجب خشنودی خدا باشد» به مردم بگوید. خطبهٔ سجاد، عبارت است از بزرگداشت خاندانش و ذکر مصائبی که بر آن‌ها در واقعۀ کربلا رفته است. امّا، هنوز سخنِ سجاد تمام نشده بود که مؤذن به «اشهد ان لا اله الا الله» رسید. علی بن حسین به یگانگیِ خداوند گواهی داد و وقتی مؤذن به «اشهد ان محمد رسول‌الله» رسید، از یزید پرسید: «آیا محمد جدِّ من است یا جدِّ تو؟» شهیدی در مورد اینکه چرا زین‌العابدین در این خطبه به معرفیِ خود و نسبتش با رسول خدا پرداخته است، می‌گوید مردمِ شام، از مرکزِ اسلام دور بودند و از روشِ پیامبر و جایگاهِ اهل بیتِ وی آگاهی نداشتند؛ یعنی، مردم شام پیامبر اسلام را درک نکرده بودند و روشِ اصحاب او را نمی‌دانستند. برخی از صحابهٔ پیامبر هم که به شام رفته بودند، صاحب نفوذ نبودند. برای همین، مردم شام روش معاویه و اطرافیانش را سنت مسلمانی می‌دانستند و کارهای آنان را تأیید می‌کردند. رسول جعفریان، مورخ شیعه، اهمیتِ دیگرِ این خطبه را در این می‌داند که معاویه و امویان همیشه سعی داشتند خاندانِ حسین را ذریهٔ علی بنامند و اجازه ندهند آن‌ها خودشان را به پیامبر منتسب کنند. به نوشتهٔ اسدی، این شناساییِ جدیدِ مردم شام از سجاد و پدرانش، زمینۀ برخوردِ خصمانهٔ مردم نظیر توهین و پرتاب سنگ را کمتر کرد. سجاد، همچنین با ذکر مصائبی که در کربلا بر خاندانش رفته بود و با شعارهایی چون «أنا ابن المجزور الرأس من القفا» و «أنا ابن العطشان حتی قضی»، معرفی کرد که موجب گریه و آلام حضار شد. به نوشتۀ جعفریان، مورخ شیعه، یزید در این مجلس، برای کسب وجهۀ مردمی، گناهِ کشتارِ کربلا را به گردنِ ابن زیاد انداخت و اهل بیت را با احترام، راهیِ مدینه کرد.

### در مدینه

#### پیامدهای واقعهٔ کربلا
به نوشتۀ مادلونگ و میرزاپور، در زمان حیاتِ حسین بن علی، همهٔ شیعیان، او را به‌عنوانِ امام و رهبرِ شیعه می‌شناختند. پس از قتل عامِ حسین و همراهانش در دشتِ کربلا، زین‌العابدین پس از دورانِ اسارت، اجازه پیدا کرد به مدینه برگردد. او در مدینه، انزوا اختیار کرد و جز با معدودی از یارانِ نزدیکش با کسی ارتباط نداشت. همچنین، از هر گونه فعالیتِ سیاسی خودداری می‌کرد. این انزوا که تا حدِّ زیادی متأثر از اختناقِ حکومتِ اموی بود، باعث ایجادِ خلاء در جامعهٔ شیعه شد و تردیدهایی دربارهٔ اینکه چه کسی رهبر شیعه است به وجود آورد. با این وجود، حکومت وقت، به جهت شکل‌گیری جوّی منفی علیه خویش، وی را که وارث خون حسین بن علی محسوب می‌شد، تحت نظارت شدیدی قرار داد؛ به طوری که کوچک‌ترین تماس و حرکت علی بن حسین، به حاکمان وقت گزارش می‌شد.
شیخ صدوق، محدث شیعه، در اَلْخِصال چنین می‌نویسد: «علی بن حسین به‌مدّتِ بیست سال بر پدرش اشک ریخت و خدمتکارش به او گفت: «اکنون دیگر وقت آن است که اندوهت پایان گیرد». پاسخش داد: «چه می‌گویی؟ یعقوبِ پیامبر، دوازده فرزند داشت که وقتی خداوند یکی از آن‌ها را از وی دور گرداند، از بسیاریِ گریهٔ بر او، چشمانش سفید شد و موهایش به سپیدی گرایید و کمرش از شدّتِ غم، خم گردید؛ حال آنکه فرزندش در همین دنیا زنده بود و من نگاهم به پدرم، برادرم، عمویم و هفده تن از مردان خانواده‌ام که در اطرافم کشته افتاده بودند، افتاده. حال چگونه می‌خواهی غم و اندوهم پایان گیرد؟»

#### واقعهٔ حرّه
واقعهٔ حَرّه، برخوردِ خشونت‌آمیزِ سپاهِ یزید با شورشِ مردمِ مدینه بود که در سال ۶۲ ه‍.ق اتفاق افتاد. این کشتار، پس از آن واقع شد که مردمِ مدینه، در پی فسادی که از دربارِ یزید به آن‌ها گزارش شده بود، امویان را نخست در خانهٔ مروان بن حکم محاصره و سپس از شهر بیرون کردند و در عوض با عبدالله بن حنظله بیعت نمودند. مروان نزد عبدالله بن عمر رفت و از او خواست تا خانوادهٔ وی را نزد خود پناه دهد، اما عبدالله نپذیرفت. مروان به علی بن حسین متوسل شد و علی درخواستش را پذیرفت و اهلِ خانهٔ مروان را همراه با زن و فرزندِ خود به یَنبُع فرستاد. به‌عقیدهٔ جعفری، بسیار طبیعی است که زین‌العابدین به‌خاطر کشتارِ کربلا از بنی‌امیه کینه داشته باشد، اما سجاد از ابرازِ دشمنی با آنها خودداری می‌کرد.
در واقعهٔ حرّه، لشکرِ شام به فرماندهیِ مُسلم بن عُقبَة، شورشیانِ مدینه را سرکوب کردند و دست به غارت و چپاولِ شهر زدند؛ امّا علی بن حسین در امان مانْد. افزون بر این، وقتی همهٔ اهلِ مدینه مجبور به بیعت با یزید شدند، علی بن حسین از این امر مستثنیٰ شد. چون اوّلاً از همراهی با شورشیان مدینه خودداری کرده بود و ثانیاً، در التهابِ مدینه به خانوادهٔ مروان بن حکم در ینبع پناه داد. همچنین تا حضور لشکریانِ مسلم بن عقبه در مدینه، زین العابدین کفالتِ چهارصد خانوار از عبدمناف را برعهده داشت.
به عقیدهٔ ایتان کلبرگ، منابعِ غیرشیعی، روابطِ دوستانه‌ای بین زین‌العابدین و دو خلیفهٔ اموی یعنی مروان و عبدالملک قائل‌اند؛ چون مروان به زین‌العابدین پولی برای خریدِ کنیز داد و پیش از مرگش سفارش کرد که وارثانش نباید آن را از او پس بگیرند؛ و عبدالملک نیز در مورد پیغامی که از امپراتور بیزانس گرفته بود، با سجاد مشورت کرد. به عقیدهٔ کلبرگ، منابعِ شیعی، برعکس معتقدند که رفتارِ زین‌العابدین با خلفا، مبتنی بر تَقیّه بوده و عمداً از درگیری با حُکّام اجتناب کرده و در مقابلِ مخالفانِ حکومت و شورشیان، موضعِ سکوت گرفته است.
به‌نوشتهٔ شهیدی، مورخ شیعه، «این که طبری نوشته است: علی بن حسین با مروان دوستیِ قدیمی داشت، بی‌پایه است. مروان هیچ‌گاه به بنی‌هاشم رویِ خوش نشان نداده است؛ بنابراین، جایی برای دوستیِ او با علی بن حسین نبوده و طبری می‌خواهد جوانمردی را که خاندانِ هاشم از حدِ اعلای آن برخوردار بوده‌اند، نادیده بگیرد و آن را به حسابِ دوستیِ شخصی بگذارد.»

### قیام توابین
آن دسته از مردم عراق که امام حسین را به کوفه خوانده و او را در مقابلِ سپاه ابن زیاد تنها گذاشتند، پشیمان شدند و توبه کردند و «تَوّابین» لقب گرفتند و درصدد برآمدند از قاتلانِ حسین انتقام بگیرند. کمی قبل از اینکه توّابین به سمتِ شام حرکت کنند، مُختار به کوفه آمد تا سلیمان بن صُرَد خُزاعی، فرماندهِ توّابین و یارانش را قانع کند به او بپیوندند و از نقشهٔ او برای شکست بنی‌امیه پیروی کنند اما توّابین زیر بار نرفتند و در (۶۵ق-۶۸۴م) حمله کردند و پس از سه روز شکست خوردند و سلیمان کشته شد. هیچ مدرکی در مورد دخالت سجاد در این واقعه یافت نشده است.

### قیام مختار
آن دسته از مردم عراق که حسین، پدر زین‌العابدین را به کوفه خواندند اما او را در مقابلِ سپاه ابن زیاد بی‌دفاع گذاشتند، پشیمان شدند و توبه کردند و «تَوّابین» لقب گرفتند و درصدد برآمدند از قاتلانِ حسین انتقام بگیرند. کمی قبل از اینکه توّابین به سمتِ شام حرکت کنند، مُختار به کوفه آمد تا سلیمان بن صُرَد خُزاعی، فرماندهِ توّابین و یارانش را قانع کند به او بپیوندند و از نقشهٔ او برای شکست بنی‌امیه پیروی کنند اما توّابین زیر بار نرفتند و شکست خوردند. گفته می‌شود مختار برای تثبیتِ موقعیتش نخست از زین‌العابدین خواست به او اجازه دهد مردم را به حمایت از او دعوت، و قیامش را به نامِ او آغاز کند اما زین‌العابدین نپذیرفت. هرچند بعدها از اینکه مختار کُشندگان پدرش را کُشت، اظهار خشنودی کرد.
به‌گفتهٔ مادلونگ، رابطهٔ علی بن حسین با مختار محتاطانه بوده است. گفته می‌شود مختار هدیه‌ای به‌ارزشِ ۱۰۰۰۰ درهم به‌همراه یک کنیز به زین‌العابدین بخشیده است. این کنیز درواقع مادرِ زید بن علی است. بعد از مرگِ مختار، زین‌العابدین نامه‌ای به عبدالملک بن مروان می‌نویسد تا بگوید نمی‌خواسته است هدیه را خرج کند و نمی‌توانسته است قبول هم نکند. زین‌العابدین می‌خواهد هدیه را به خلیفه پیشکش کند، اما خلیفه از او می‌خواهد آن را برای خود نگه دارد.

### اختلاف در امامت در نتیجهٔ قیام مختار
پس کشته شدن حسین بن علی در دشت کربلا و با قیام مختار در خونخواهیِ حسین، اکثریت شیعیان روی به مختار گردانیدند. مختار قیام خود را به نیابت از محمد حنفیه، عموی زین العابدین اعلام کرد. به گفتهٔ مادلونگ در دانشنامه اسلام، در این دوره به مدت یک نسل، رهبریِ شیعیان در خارج از دایرهٔ فرزندانِ فاطمه بود. علی بن حسین که از فعالیت‌های شیعه دوری گزیده بود، پیروان چشمگیری بسوی خود جذب نکرد. بنا به آنچه، جعفر شهیدی، مورخ شیعه، از قولِ مسعودی نقل کرده است، مختار قصد داشت دعوت خود را به نام علی بن الحسین آغاز کند، اما وقتی از او نومید شد دعوتش را به نامِ محمّدِ حَنَفیّه، عموی سجاد، آغاز کرد و او را «مَهدیِ اُمَّت» خواند. در این هنگام بود که بحثِ حقِ جانشینی و اینکه آیا امامت، حق زین‌العابدین است یا محمد حنفیه، بالا گرفت. محمد حنفیه مردِ شجاع و پارسایی بود که عدهٔ زیادی به امامتش اعتقاد داشتند. عدهٔ دیگری علی بن حسین را امام می‌دانستند و معتقد بودند حسین او را به‌عنوانِ امامِ بعدی انتخاب کرده است. بنا به روایتی که دونالدسون در کتابش نقل کرده است، محمد حنفیه ادعا می‌کرد او به امامت سزاوارتر از سجاد است، چون پسرِ علی بن ابی طالب است. سجاد اما از عمویش می‌خواست تا از خدا بترسد و چنان ادعایی نکند. بنا به منبعِ دونالدسون،
پس از شکست مختار و کشته شدن عبدالله بن زبیر، خلیفه زبیری، محمد حنفیه و زین‌العابدین توافق کردند به مکّه بروند و مقابلِ حَجَرُالْاَسْوَد ایستاده، برای دریافتِ نشانه‌ای از طرف خداوند دعا کنند. ابتدا محمد دعا کرد اما پاسخ یا نشانه ای دریافت نکرد. سپس زین‌العابدین دست به دعا برداشت که بر اساسِ این روایت، حجرالاسود شروع به لرزش کرد تاجاییکه نزدیک بود از روی دیوار سقوط کند؛ و با زبانِ فصیحِ عربی به سخن آمد و شهادت داد که علی بن حسین امام و جانشینِ واقعیِ حسین است. شهادتی که محمد حنفیه به آن گردن نهاد. بر طبق این گزارش، زین‌العابدین سپس به مدینه برگشت و زندگیِ آرامی را به‌همراه عدهٔ محدودی از اطرافیانش — که برای پرسش‌های دینی به او مراجعه می‌کردند — شروع کرد.
شیعیانِ دوازده امامی، با این وجود، مختار را برای ایجادِ انشقاق بین شیعیان، مورد انتقاد قرار می‌دهند؛ زیرا او بود که اولین بار شیعیان را به اطاعت از محمد حنفیه فراخوانْد و بدین ترتیب آنها را از علی بن حسین دور کرد؛ و این اولین انشقاق در تاریخِ تشیع است. به‌گفتهٔ ویلفرد مادلونگ در این دوره به مدت یک نسل، رهبریِ شیعیان، در خارج از دایرهٔ فرزندانِ فاطمه زهرا بود. علی بن حسین نیز از فعالیت‌های شیعه دوری گزیده بود و پیروانِ چشم‌گیری به‌سوی خود جذب نکرد. از دیدگاهِ اسماعیلیه، حسین بن علی، محمد حنفیه را به‌منظورِ پوششی برای حفظِ هویتِ پسرش، زین‌العابدین -به‌منزلهٔ امامِ واقعی- برگزیده بود. از این دیدگاه، محمد بن حنفیه، یک امام موقّتی — و مُسْتَوْدَع به معنای امانت‌دار — بود، درحالی‌که زین‌العابدین یک امام دائمی و مُستَقَرّ بود. پیروانِ محمد حنفیه در تاریخ تشیع به کِیْسانیّه معروف شدند.

### در دوران عبدالملک
پس از خاتمه دومین جنگ داخلی میان مسلمانان، عبدالملک مروان، خلیفه اموی، حجاج بن یوسف را به استانداری حجاز برگزید. کسی که به قساوت معروف بود و به اعتقاد شیعه، حتی پیشنهاد قتل سجاد را به او داد. پیشنهادی که عبدالملک با یادآوری عاقبت آل ابی سفیان از ریختن خون آل علی، از انجام آن امتناع کرد.
به نقل از قطب راوندی، عالم شیعی، این رفتارِ عبدالملک مورد تمجید علی بن الحسین واقع شده است.
بنا به گزارشی که در اعیان الشیعه آمده است، عبدالملک، شمشیرِ پیامبر را از علی بن الحسین مطالبه کرد تا در قبال آن، چیزی را به او ببخشد. درخواستی که با مخالفت سجاد مواجه شد. بنا بر این گزارش، عبدالملک تهدید کرد مقرری او از بیت المال را قطع خواهد کرد. برخوردِ دیگرِ عبدالملک با علی بن الحسین، در واکنش به ازدواج علی با کنیزش بوده است. بر طبق این گزارش، عبدالملک در ضمن نامه ای علی را سرزنش کرده است که چرا اعتبار خود و فرزندی که از آن کنیز متولد خواهد شد، را با این کار لکه دار کرده است. علی ظاهراً در پاسخ، افتخار را به اسلام و دینداری منتسب کرده و تلویحاً این رفتار عبدالملک را جاهلی خوانده است.
دستگیری و انتقال سجاد به دمشق از دیگر حوادث دوران عبدالملک است که به اعتقاد شیعه در واکنش به محبوبیت سجاد در جامعه صورت گرفته است.

## کشته شدن

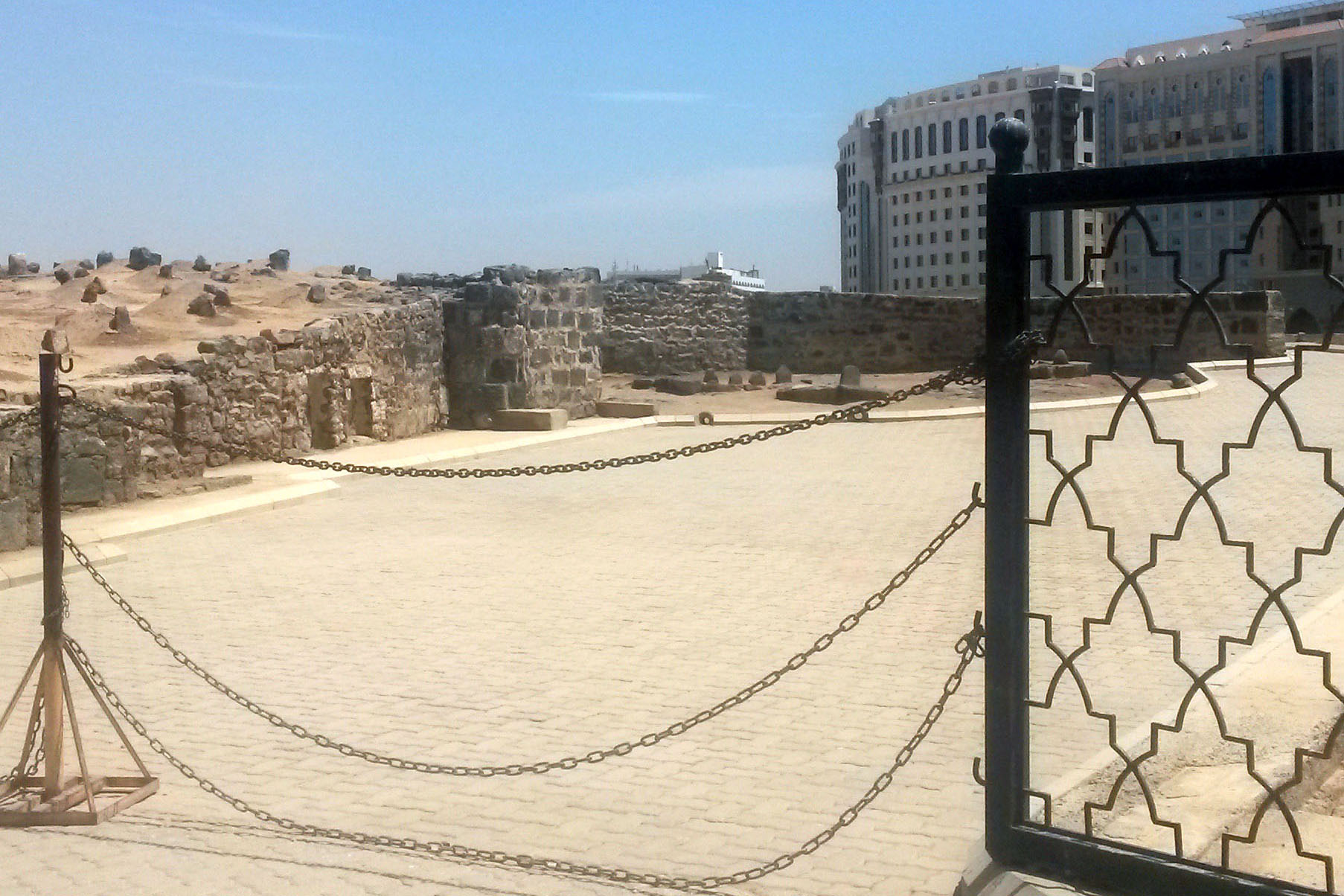
نمایی از قبرستان بقیع (قبر فاطمه بنت اسد در جلو، چهار قبرِ پشت آن از راست به چپ متعلق به: حسن مجتبی، علی بن حسین، محمد باقر و جعفر صادق)

منابع شیعی همچون کفعمی در مصباح، از کشته شدن علی بن الحسین به واسطه زهر ولید بن عبدالملک گزارش کرده‌اند. مدرسی در این‌باره می‌نویسد که علی بن الحسین به تاریخ ۲۵ یا ۱۸ محرم سال ۹۴ ه‍.ق و بر اثر مسمومیت زهری که توسط امویان به او خورانده شد، به قتل رسید. این سال به جهت فوتِ جمع زیادی از فقها در آن، به سنة الفقها (سال فقها) شهره شده است. ابن عساکر از جمله وقایع این سال را مرگ تمام فقهای مدینه دانسته است. همین امر، احتمال کشته شدن مخالفان حکومت در این سال، به دستور حاکمان وقت را تقویت می‌کند.
در تاریخ مرگ او بین دو سال ۹۴ یا ۹۵ ه‍.ق اختلاف است.

ابن سعد به نقل از محمد باقر آورده است که زین‌العابدین وصیت کرد که در مرگش کسی را خبر نکنند. با این وجود هنگامِ تشییع و خاک‌سپاری، جمعیتِ زیادی گرد آمده بود که مدینه مانندِ آن را کمتر دیده بود. سجاد وصیت کرد تا او را در قبری دفن کنند و سطح آن را به سطح زمین برسانند.

در مدفنِ او هیچ اختلافی در منابع گزارش نشده است و شیعه و سنی محل دفن او را در قبرستانِ بقیع کنارِ قبرِ عمویش حسن مجتبی دانسته‌اند.

## انشعابات در تشیع

### کیسانیه
به نوشتهٔ لالانی، کیسانیه یک نام کلی برای تمام فرقه‌هایی است که از قیام مختار نشات گرفته بودند و جویای امامت محمد بن حنفیه و فرزندان او بودند. عقیده عمومی کیسانیه امامت پی در پی سه پسر علی، یعنی  حسن، حسین و محمد حنفیه است. هر چند برخی افراد در جنبش کیسانیه، امامت حسن و حسین را هم انکار می‌کنند.
به عقیدهٔ فرهاد دفتری، مورخ و اسماعیلی‌شناس معاصر، کیسانیه در مخالفت با امویان شکل گرفت و قصد داشت رهبریِ جامعه اسلامی را به فرزندان علی برگرداند.
و تا اندکی بعد از به حکومت رسیدن عباسیان از حمایت توده شیعه برخوردار بود.
به نوشته رسول جعفریان، مورخ شیعه، محمد بن حنفیه معتقد به امامت سجاد بوده و در اینکه خودش را به عنوان امام اعلام کرده باشد شک و تردیدهایی وجود دارد.
بعد از مرگ محمد بن حنفیه، اکثریت کیسانیه، امامت ابوهاشم حنفیه، فرزندِ بزرگِ محمد حنفیه را پذیرفتند و هاشمیه لقب گرفتند.
به نوشته دفتری، ابوهاشم که اندکی جوانتر از پسرعمویش زین العابدین بود، طرفداران بیشتری نسبت به او داشت.ابوهاشم اندکی پس از درگذشت سجاد، در سال ۹۸ ه‍.ق (۷۱۷ م) در حمیمه فلسطین درگذشت. پس از او پیروان او به چندین فرقه تقسیم شدند.

### دیدگاه شیعه دوازده امامی
از دیدگاهِ شیعهٔ دوازده امامی، نَصّ مهم‌ترین راهِ تعیینِ امام است و عصمت از صفاتِ لازم برای این تعیین به‌شمار می‌آید. منابعِ شیعی با ذکرِ شماری از احادیث تأکید دارند حسین در موقعیتهای مختلف پسرش زین‌العابدین را به‌عنوانِ جانشینِ خود انتخاب کرده است. معروف‌ترین حدیث در این رابطه می‌گوید حسین قبل از عزیمت به کربلا، نامه‌هایی را به اُمِّ سَلَمه، بیوهٔ پیامبر، می‌سپارد و وصیت می‌کند درصورتی‌که برنگشت، آنها را به پسرِ بزرگش بسپارد؛ و زین‌العابدین تنها پسری بود که از سفرِ کوفه برگشت و مواریثِ امامت را تحویل گرفت. حدیث دیگری می‌گوید حسین در دشتِ کربلا قبل از عزیمت به میدانِ جنگ، زین‌العابدین را به امامت منصوب کرده است.
امامتِ زین‌العابدین از سال ۶۱ ه‍.ق به مدت ۳۵ سال ادامه داشت. به دلیل سخت گیریِ حاکمانِ بنی‌امیه در این دوران، تعداد اصحاب زین العابدین به زحمت از تعداد انگشتان یک دست تجاوز می‌کرد.
در دعاهایی که از زین العابدین باقی مانده است عبارتی که همه جا تکرار می‌شود صلوات بر محمد و آل محمد است. سجاد ضمن تأکید بر اینکه مقصود از آل محمد او و پدرانش هستند، سعی داشت مفهوم امامت را در جامعه آن روز جا بیندازد. در متن برخی ادعیه به وضوح از ائمه به عنوان خلفای خداوند در روی زمین و حجت خداوند بر بندگان اسم برده شده است که اطاعت از آنها واجب است. این در حالی بود که، به نوشته جعفریان، در شام بنی امیه خودشان را اهل بیت معرفی می‌کردند و در حجاز برخی زنان پیامبر در این اندیشه بودند. به نوشته جعفریان، مورخ شیعه، به تدریج که زنان پیامبر از دنیا رفتند و فرزندی از آنها باقی نماند، مفهوم «اهل بیت»، که در قرآن اطاعت از آنها واجب شده، معنای اصلی خودش را پیدا کرد. زین العابدین چه وقتی که در شام در کاخ یزید بود و چه بعدها در ضمن دعاهایش، به معرفی خود به عنوان اهل بیت و اولاد پیغمبر پرداخت و در وجوب اطاعت از آنها سخن گفت.

## یاران و شاگردان
به‌دلیلِ سخت‌گیری‌های دورانِ بنی‌امیه، زین‌العابدین انزوا اختیار کرد و از فعالیت‌های سیاسی دوری گزید به‌همین دلیل یارانِ زیادی به‌سوی خود جذب نکرد. در ابتدا تعداد اصحابِ او به زحمت از تعداد انگشتان یک دست فراتر می‌رفت. او در این دورانِ سخت به تربیت شاگردانی پرداخت که از آن جمله می‌توان از سعید بن جُبَیر، سعید بن مُسَیِّب، محمد بن جُبَیر بن مُطعِم، یحیی بن ام‌الطول و ابوخالد کابلی نام برد.
به نقل از تاریخ الائمه و اعیان الشیعه، یحیی بن ام‌الطول یکی از این پنج تن بود که به خاطر دفاع از اهل بیت در مقابل سب و لعنی که مروانیان رواج می‌دادند، جانش را از دست داد. سعید بن جُبَیر به دلیل مشابهی کشته شد، هر چند طبری، مورخ اهل سنت، مرگش را در نتیجه قیام علیه حجاج بن یوسف می‌داند. ابوخالد، یکی دیگر از این پنج حواری، برای فرار از شمشیر حجاج به مکه رفت و در آنجا مخفی شد.
سعید بن مُسَیِّب، به نقل از اختیار معرفه الرجال و تاریخ الشیعه، به خاطر تقیه، از مرگ نجات یافت.
جعفر شهیدی، مورخ شیعه، از جابر بن عبدالله انصاری، عامِر بن واثِله و سعید بن مسیب به‌عنوان یاران زین‌العابدین و از سعید بن جبیر، محمد بن جبیر، ابوخالد کابلی، قاسم بن عُوْن، اسماعیل بن عبدالله جعفر به‌عنوان شاگردان او نام می‌برد. به نوشته جعفریان، در یاریِ سعید بن مسیب با سجاد شک و تردیدهایی وجود دارد به این دلیل که سعید بر طبق فتوای عامه حکم می‌داده است. در رجال کشی این کارش تقیه و برای نجات از شمشیر حجاج ذکر شده است.
از دیگر اصحاب و شاگردان سجاد می‌توان به افرادی چون: عمرو بن دینار، حکم بن عُتیبة، زید بن أسلم، یحیی بن سعید، أبو زناد، علی بن جدعان، مسلم بطین، حبیب بن أبی ثابت، عاصم بن عبیدالله، عاصم بن عمر، عمر بن قتادة، قعقاع بن حکیم، أبو الاَسود بن عروة، هشام بن عروة، أبو زبیر مکّی، أبو حازم اَعرج، عبدالله بن مسلم، محمد بن فرات تمیمی، منهال بن عمرو، أبان بن تغلب و أبوحمزة ثمالی اشاره کرد.
قاسم ابن عوف از جمله یاران سجاد است که اعتراف کرده ابتدا بین محمد بن حنفیه و سجاد مردد بوده و عاقبت به سجاد پیوسته است.
شیخ طوسی، عالم شیعی، اصحاب علی بن حسین را صد و هفتاد و سه نفر ذکر کرده است.
ابن شهرآشوب در کتاب مناقب از جابر بن عبدلله انصاری، عامر بن واثله کنانی، سعید بن مسیب ابن حزن و سعید بن جهان الکنانی به عنوان شاگردان سجاد یاد می‌کند. اینها قبلاً پیامبر اسلام را درک کرده از اصحاب ایشان بوده‌اند.
در جوامعِ حدیثیِ اهل سنت، زین‌العابدین به‌عنوانِ یک راویِ حدیث از عبدالله بن عباس، از پدر خود، از عمویش حسن و دیگران مطرح است. در میانِ کسانی که از او نقلِ حدیث کرده‌اند، به برخی از پسرانش و همچنین افرادی چون ابواسحاق سُبَیْعی، حَکَم بن عُتَیْبه، عَمرو بن دینار، و زهری اشاره می‌شود زهری به‌عنوانِ مهم‌ترین نقل‌کنندهٔ حدیث از زین‌العابدین شناخته می‌شود.

## خانواده

### همسران
از  فاطمه (ام‌عبدالله)، به عنوان تنها همسر سجاد یاد می‌شود که به نوشته مادلونگ، سجاد از او چهار فرزند داشت. ام عبدالله، دختر عموی سجاد و فرزند حسن مجتبی بود. محمد باقر (امام پنجم شیعه) فرزند مشترک فاطمه با سجاد است. غیر از ام‌عبدالله، کنیزانی برای سجاد گزارش شده است که هر کدام فرزند یا فرزندانی را به دنیا آورده‌اند.

### فرزندان

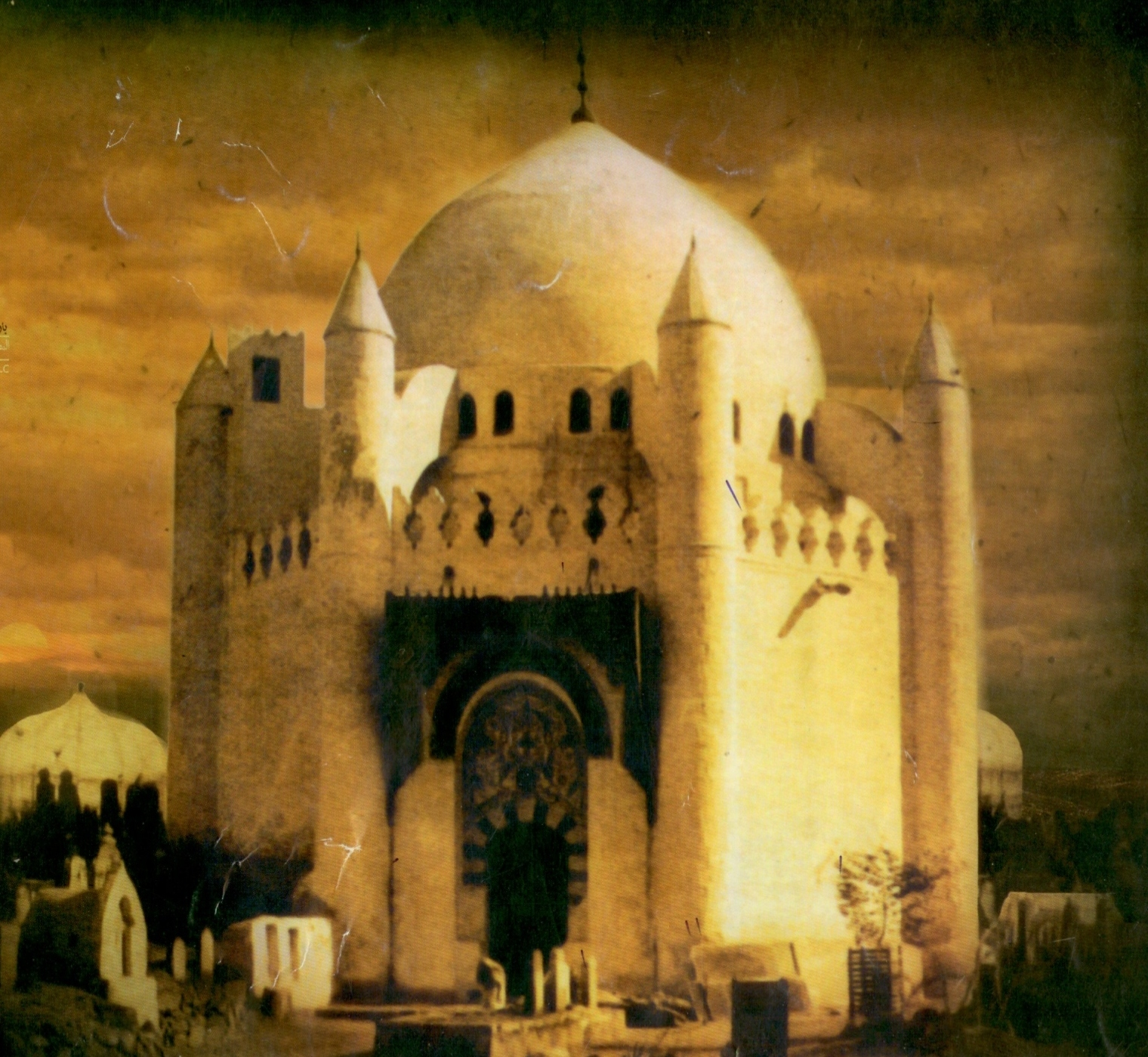
آرامگاهِ چهار امامِ شیعه پیش از تخریب در سال ۱۳۰۶ خورشیدی

به نوشته شهیدی، مورخ شیعه، در تعدادِ فرزندانِ زین‌العابدین میان مورخان اختلاف است. اما تقریباً تمامیِ آنها در این چند اسم اشتراک دارند: پسران: محمد باقر، زید، عبدالله و عمر؛ و دختران: عُلَیّه و ام‌کلثوم. زید بن علی فرزند مشترک سجاد و ام‌ولدی است که نامش مشخص نیست. به‌گفتهٔ کلبرگ، زین‌العابدین در مجموع پانزده فرزند باقی گذاشت. از میان این فرزندانِ، علاوه بر محمد باقر که شیعه او را پس از سجاد، امامِ پنجم می‌داند، زید به علم و تقوا و بزرگواری مشهور است و در قیامی که علیه هشام بن عبدالله ترتیب داد، کشته شد. به‌گفتهٔ محدث قمی، عالم شیعی، عبدالله را به‌خاطر زیبایی وی، باهر می‌گفتند؛ و عُمَر دیگر فرزندِ سجاد، مُتولّیِ صدقاتِ رسول خدا بود. به‌گفتهٔ محدث قمی از میان دخترانِ علی بن حسین، عُلَیّه بانویی فاضل و از راویان حدیث بوده است و کتابی فراهم آورده که زُراره از آن نقلِ حدیث می‌کرده است. دیگر فرزندانِ غیر مشهور سجاد عبارتند از: حسن، حسین‌اکبر، حسین اصغر، عبیدالله، سلیمان، علی، خدیجه، محمداصغر و فاطمه.

## موقعیت اجتماعی
شعر معروفِ فَرَزدَق در وصفِ زین العابدین دلیل دیگری بر محبوبیتِ او در میان مردم بوده است. این شعر صحنه ای از احترامِ مردم به علی بن حسین در مقابلِ بی‌توجهیِ آنها به هشام بن عبدالملک در ازدحامِ حجّ را توصیف می‌کند. گفته می‌شود در هنگامِ طوافِ خانهٔ خدا، سجاد و هشام هر دو سعی داشتند خود را از میانِ جمعیتِ متراکم که اطرافِ کعبه می‌چرخیدند به حجرالاسود برسانند. به نوشته جعفری، مردم برای زین‌العابدین کوچه باز کردند درحالی‌که هشام بیهوده در میانِ جمعیت تقلّا می‌کرد. بر طبق این گزارش، خلیفه که از این واقعه به خشم آمده بود، فریاد زد این چه کسی است که مردم چنان احترامی به او می‌گذارند. فرزدق در پاسخِ خلیفه، قصیده‌ای سرود که از شاهکارهای ادبیاتِ عرب محسوب می‌شود. این قصیده همچنین گواهی تاریخی بر صحتِ این واقعه محسوب می‌شود. فرزدق به تاوانِ این قصیده به‌دستور هشام راهی زندان شد. علی بن حسین برای جبران، هدیه‌ای ۱۲۰۰۰ درهمی برایش ارسال کرد اما فرزدق آن را نپذیرفت و اظهار داشت این شعر را فقط به‌خاطرِ غیرتِ مذهبی‌اش گفته است. فرزدق در زندان شروع به هجوِ خلیفه کرد تا جایی‌که خلیفه از بیمِ زبانِ گزنده‌اش، دستورِ آزادی‌اش را صادر کرد.

### دیدگاه اهل سنت
حسین محمد جعفری در مقدمه ای که بر ترجمهٔ ویلیام چیتیک از صحیفه سجادیه نگاشته است، علی بن حسین را مورد احترامِ اهلِ مدینه، توصیف کرده است. به نوشته جعفری، علاوه بر پیروانِ سجاد که او را امامِ چهارم می‌دانستند، فُقَهای هفت‌گانهٔ مدینه هم برایش احترام زیادی قائل بودند. از جملهٔ این فقها و مُحَدِّثان از زُهری و سعید بن مُسَیِّب اسم برده می‌شود که هرچند به دستگاهِ بنی‌امیه وابسته بودند اما از تحسین وی خودداری نمی‌کردند. به نوشته جعفری، اولین بار زهری لقبِ زین‌العابدین را به علی بن حسین داده است.
همچنین از زهری نقل شده است که دربارهٔ او گفته است «کسی را فقیه تر از علی بن حسین ندیده‌ام». زهری از سجاد به‌عنوان فاخرترین چهرهٔ هاشمیان یاد می‌کند. ابن خلکان، عالم اهل سنت، علی بن الحسین را از سادات و بزرگان تابعین دانسته و از قول محمد بن شهاب زهری می‌نویسد: در میان قبیله قریش، (و به روایتی از میان هاشمیان) هیچ‌کس را با فضیلت تر از علی بن الحسین نیافتم.
همچنین در طبقات ابن سعد، عالم سنی، و کشف الغمه اثر علی بن عیسی اربلی، عالم شیعه، از قول جابربن عبدالله انصاری نقل شده است که در میان نسل انبیا، کسی چون سجاد دیده نشده است.
عمر بن عبدالعزیز، خلیفه اموی، او را شریفترین شخص در جامعه خودش دانسته است و محمد بن طلحه شافعی، با عناوینی چون پیشوای زاهدان از او ستایش کرده است.
به گفته ابونعیم اصفهانی در حلیة الاولیاء و جمهره الاولیاء، صوفیه نیز، علی بن الحسین را یکی از بزرگان خود دانسته و شرح حال او را در کتابهایشان آورده‌اند. از جمله این صوفیان، کلابازی است که به شرح و توصیف مقامات سجاد پرداخته است.
سعید بن مسیب، می‌گوید هیچ‌کس را پرهیزکارتر از علی بن حسین ندیدم. شافعی و ابوحازم مدنی از سجاد به عنوان فقیه‌ترین مردم مدینه یاد کرده‌اند. به نقل از جاحظ، متکلم معتزلی، «دربارهٔ شخصیت علی بن الحسین، شیعی، معتزلی، خارجی، عامی و خاصی همه یکسان می‌اندیشند و هیچ‌کدام تردیدی در برتری و تقدم او (بر سایرین) ندارند». همچنین از قولِ مالک بن انس نقل شده است که در میان اهل بیت کسی همانند او نبوده است.
وقتی از خدمتکارش خواستند او را توصیف کند گفت «من هیچگاه در روز برای او طعامی نیاوردم و در شب بستری برای او نگستردم»

## موقعیت علمی و روایی
میرقادری شرایطِ سیاسی عصر سجاد را سخت توصیف می‌کند به گونه ای که زین العابدین قادر نبود آزادانه کلاس درس برگزار کند. به همین جهت برای انتقال علوم دینی و اخلاقی، از راه‌های غیر مستقیمی چون خرید برده، تربیت آنها و سپس آزاد کردنشان یا فرستادنشان به مناطق دوردست بهره می‌جست. همچنین از قالب دعا و نیایش برای انتقال مفاهیم تربیتی استفاده می‌کرد.
اما به گفته باقر شریف قرشی، عالم شیعی معاصر، سجاد شبستان مسجد پیامبر را محل درس و بحث خود قرار داده بود و در مباحثی چون فقه، تفسیر، حدیث، کلام و قوانین اخلاق و رفتار با پیروانش به مباحثه می‌پرداخت. همچنین در همهٔ جمعه‌ها یک خطبه عمومی ایراد می‌کرد که در آن به موعظه مردم می‌پرداخت و مردم سخنانش را یادداشت می‌کردند.

### آثار

#### صحیفهٔ سجادیه
این کتاب مجموعهٔ دعاها و نیایش‌های سجاد است. به‌عقیدهٔ ویلیام چیتیک، صَحیفهٔ سجّادیّه قدیمی‌ترین کتابِ دعا در میان منابعِ اسلامی و اصیل‌ترین کتابِ روحانیِ دوره‌های اولیهٔ فرهنگِ اسلامی است. روایاتِ شیعه، این کتاب را از نظرِ ارزش، بعد از قرآن و نهج البلاغه قرار می‌دهند. تعلیماتِ این کتابِ معنوی از الهیات گرفته تا تعلیمات اجتماعی را شامل می‌شود. همچنین ریشه‌های فلسفه و کلام اسلامی و تصوف را می‌توان در این ادعیه جستجو کرد. زین‌العابدین در این کتابِ ادعیه، مکرر به ضرورتِ پیروی از قرآن و حدیث و همچنین ضرورتِ پیاده‌سازیِ عدالت در جامعهٔ اسلامی اشاره می‌کند.
از دیگر مفاد ادعیه در این اثر، نقد اوضاع اجتماعی و سیاسی و همچنین شیوه ساخت شخصیت اسلامی در سطوح مختلف است. ویرایش‌های زیادی از صحیفه وجود دارد و بیش از بیست تفسیر بر آن نوشته‌اند. ترجمهٔ کاملِ صحیفه به زبان انگلیسی با مقدمه و شرحِ ویلیام چیتیک صورت گرفته است. ترجمهٔ فارسی آن به عصر صفویه برمی‌گردد. ادعیه این کتاب، با نثری مسجع ولی در عین حال ساده و شیوا بیان شده‌اند. در این دعاها، کلمات مهجور وجود ندارد. در برخی از ادعیه‌ها، از آیات قرآن اقتباس شده است و این اقتباس به گونه‌ای بوده است که ترکیب و بافت کلام را تحت‌الشعاع قرار ندهد.

#### مناجات خمس عشر
«مناجاتِ خَمس عَشَر» یا «مناجاتِ پانزده‌گانه» مشتمل بر پانزده دعا و نیایش منتسب به زین‌العابدین است.
علامه مجلسی این مناجاتها را در بحارالانوار و شیخ عباس قمی آنها را در مفاتیح الجنان آورده است.
این مجموعه پانزده‌گانه به چند ویرایش جدید از صحیفهٔ سجادیه، افزوده شده است.

#### دعای ابوحمزه ثمالی
«دعای ابوحمزهٔ ثُمالی» دعایی است که از طریق ابوحمزهٔ ثُمالی از زین‌العابدین روایت شده است و در سحرهای ماه رمضان خوانده می‌شود.
این دعا  دعای سحر هم نامیده می‌شود.

#### رساله حقوق
رسالهٔ حقوق تنها کتاب زین‌العابدین است که شکلِ دعا و حدیث ندارد. به‌گفتهٔ چیتیک، اهمیتِ این کتاب به این دلیل است که به موضوعاتی مشابهِ صحیفهٔ سجادیه پرداخته اما با سبک و زبانی متفاوت از صحیفه نگاشته شده است. در این کتاب زین‌العابدین تصریح می‌کند که سلسله مراتبِ اولویت‌ها همیشه باید رعایت شود. «فرد» قبل از «اجتماع» می‌آید. «معنا» قبل از «عمل» می‌آید و «دانش» قبل از «حرکت». هر فرد وظایفِ اجتماعیِ فراوانی دارد اما این وظایف وابسته به وظایفِ ضروری‌تر است یعنی ایمان به خدا و ارتباطِ مناسب با حقیقتِ ماورایی. به نوشته کلبرگ رسالهٔ حقوق در دو اثر مربوط به قرن چهارم هجری ثبت و ضبط گردیده است: یکی در اثرِ ابن بابِوَیْه به نام کتاب الخصال؛ و دیگری در اثر ابن شُعبه با عنوان تُحَفُ الْعُقول.
من لایحضره الفقیه یکی دیگر از آثار شیخ صدوق است که رساله حقوق در آن آمده است. شیخ صدوق در دو اثر اخیر، یعنی الخصال و من لا یحضره الفقیه، علاوه بر حقوق پنجاه‌گانه ای که در تحف العقول آمده، یک حقِ دیگر به عنوان «حق حج» را هم ذکر کرده است. نکته دیگر اینکه در من لایحضره الفقیه اشاره نشده که حقوق مذکور، رساله ای جداگانه از سجاد است در حالی که در خصال به این نکته تأکید شده است. رساله حقوق توسط ابوحمزه ثمالی، از اصحاب سجاد، گردآوری شده است.

#### کتاب علی بن الحسین
این کتاب که منتسب به علی بن الحسین است، از بین رفته است. چیزی که به جا مانده قسمتی است که فرزندش باقر از قول پدرش نقل می‌کند و با این عبارت آغاز می‌شود که «در کتاب علی بن الحسین چنین یافتم…». در ادامه، باقر صفات اولیای خدا را از قول پدرش برمی‌شمارد.

#### الصحیفة فی الزهد
اَلصَّحیفَةُ فِی الزُّهْد از دیگر آثاری است که منتسب به سجاد است.
این اثر به همراه مجموعه ای از نوادر حدیث با عنوان «نوادر»، توسط ابوحمزه ثمالی، از یارانِ سجاد، گردآوری شده است.

## ویژگی‌های ظاهری و اخلاقی
زین العابدین را لاغر اندام و گندم‌گون توصیف کرده‌اند. علت لاغری او را روزه و عبادتِ بسیار او دانسته‌اند. منابع دیگر او را مانند پدربزرگش علی بن ابی‌طالب، با موهای سرخ‌فام، صورت و گردن سفید، و سینه ای فراخ توصیف کرده‌اند.

علی بن حسین در مدینه زندگیِ پرهیزکارانه‌ای داشت که القابِ احترام‌آمیزی برای او به ارمغان آورد؛ زین‌العابدین، سجّاد، زَکیّ، ذُوالثَّفِنات از آن جمله بود. در اوقات نماز، از خشوع بر خود می‌لرزید و رنگ بر چهره نداشت. عبادتِ زیاد، نگرانی‌هایی را در موردِ سلامتیِ او ایجاد کرده‌بود. همچنین گفته می‌شود هنگام شب با چهرهٔ پوشیده بیرون می‌رفت و فقط پس از وفاتش بود که مردم هویتِ شخصی را که شبانه به آنها کمک می‌کرد، شناختند. در یک مورد وقتی شبانه بارِ آذوقه‌ای را بر دوش می‌کشید، زهری از او پرسید چه بر دوش داری؟ پاسخ داد «دارم برای سفری (سفر آخرت) آماده می‌شوم! برایش توشه آماده می‌سازم و آن را به جای امنی منتقل می‌کنم.» هنگامی‌که بدنش را غسل می‌دادند، آثاری بر روی شانه‌هایش دیده شد که به‌علت حمل بارهای آذوقه پدید آمده بود. گفته می‌شود شبانه، با چهره ای پوشیده، به خانهٔ حدود صد خانوار از مردم مدینه غذا می‌بُرد. او علاوه بر عبادت، به بخشش، گشاده‌دستی و صبوری نیز شهره بود. جعفریان، مورخ شیعه، به نقل از سیدالاهل می‌نویسد زین العابدین در حالی که نیاز به برده نداشت آنها را خریداری می‌کرد تا آزاد کند. او هیچ برده‌ای را بیش از یک سال نگه نمی‌داشت، به طوری که در شهر مدینه عده زیادی از موالی آزاد شده از زن و مرد به چشم می‌خوردند که همگی از موالیِ سجاد بودند.
شدت پرهیزکاریِ زین‌العابدین به قدر بود که صوفیان، او را یکی از اقطاب خود دانسته‌اند. با این وجود، زین العابدین مانند صوفیان در جستجوی فقر نبود، بلکه فقط از آنچه خدا ممنوع کرده بود، پرهیز می‌کرد. از او روایت شده که می‌گفت «موقعیتِ صبر در دین همپایهٔ موقعیتِ سر در بدن است؛ کسی که صبر ندارد دین ندارد.» با این وجود وقتی در حالِ طوافِ کعبه شنید مردی از خداوند طلبِ صبر می‌کند، به او گفت: «از خدا طلبِ سختی می‌کنی! بگو خدایا به من رفاه عطا کن و برایش از او تشکر کن!» وقتی از او دربارهٔ زُهد پرسیدند پاسخ داد: «زهد ده رتبه دارد: بالاترین مرتبهٔ زهد، پایین‌ترین مرتبهٔ پرهیزکاری است. بالاترین مرتبهٔ پرهیزکاری، پایین‌ترین مرتبهٔ اطمینان است. بالاترین مرتبهٔ اطمینان، پایین‌ترین مرتبهٔ رضاست. زهد در آن آیه از کتاب خداست که می‌فرماید: «تا به آنچه از دست‌تان رفته حسرت نخورید و به آنچه به شما عطا کرده سرمستی نکنید. (قرآن ۵۷:۲۳)»» زین‌العابدین در مقابلِ ستمی که به او می‌شد، از خود بخشش نشان می‌داد: هشام بن اسماعیل در طول مدتی که والیِ مدینه بود همواره به او توهین می‌کرد. با این وجود پس از برکناریِ هشام توسط ولید، خانواده و دوستانش را از سرزنش او منع کرد. روزی مردی به او توهین کرد در پاسخ گفت: «اگر آنچه می‌گویی در من است از خدا می‌خواهم مرا ببخشد، و اگر آنچه می‌گویی در من نیست از خدا می‌خواهم تو را ببخشد.»

## سال‌شمار
سال میلادی
سال میلادی
توضیحات
- مقیاس نمودار در ردیف نخست با مقیاس ردیف دوم (مرتبط با حجت بن الحسن) یکسان نیست.

## یادداشت
1. ↑  واژه «وارتُثَّ» در عبارت «وکان علی بن الحسین علیلاً، وارتُثَّ یومئذٍ، وقد حضر بعض القتال، فدفع الله عنه وأُخِذ مع النساء» به معنای قتال و جنگآوری است. (رک: اسدی، الامام علی بن الحسین، ۱۶.)
2. ↑  طوق‌مانندی که با آن دست‌ها و گردن را به‌هم می‌بندند.
3. ↑  ترجمه: «من پسر کسی هستم که سرش را از پشت سر قطع کردند.» و «من پسر کسی هستم که تشنه ماند تا آنکه جان داد.»
4. ↑  زین‌العابدین: زینت عبادت‌کنندگان، سجّاد: بسیار سجده‌کننده، زَکیّ: پاک و ذُوالثَّفِنات: اشاره به پینه‌هایی که روی پوستش در اعضای سجده بسته می‌شود.